# Offenbach (Main) Hauptbahnhof
Offenbach (Main) Hauptbahnhof ist der Hauptbahnhof der Stadt Offenbach am Main. Er liegt an der Bahnstrecke Frankfurt–Göttingen, die hier – zwischen Frankfurt am Main und Hanau – südmainisch verläuft. Gleichzeitig ist er Ausgangspunkt der Rodgaubahn nach Dieburg.

## Geschichte

### Erster Bahnhof
Der Hauptbahnhof wurde 1872 bis 1873 im Zuge des Baus der preußischen Frankfurt-Bebraer Eisenbahn errichtet. Deren südmainischer Abschnitt zwischen Hanau und Frankfurt-Oberrad verlief jedoch durch das Großherzogtum Hessen. Der Bau der Bahnstrecke beruhte in diesem Abschnitt auf einem Staatsvertrag vom 12. Juni 1868. Dieser Staatsvertrag bestimmte unter anderem in Artikel 21, dass „auch alle fahrplanmäßigen Züge, mit denen Personenbeförderung stattfindet, auf dem Bahnhofe für Offenbach halten“ mussten. Das galt auch für alle Luxus-, (L) Durchgangs- (D) und Schnellzüge. Bei zunehmender Geschwindigkeit der schnellen Züge war diese Bestimmung für die preußische Eisenbahnverwaltung ein Ärgernis. Noch 1912 verhandelte sie über eine Ablösung dieser Bestimmung. Als Alternative bot sich eine Umfahrung Offenbachs nordmainisch an, was aber bis 1913, als Deutschherrnbrücke in Frankfurt im Zuge der Bahnstrecke Frankfurt Süd–Aschaffenburg fertig gestellt wurde, eine Fahrt über die Frankfurter Innerstädtische Verbindungsbahn erforderte, was einen erheblichen Fahrzeitverlust bedeutete.
Der Bahnhof lag anfangs in unbebautem Gebiet, südlich der Stadt. Ein Grund für diese Trassenführung waren die günstigeren Bodenpreise gegenüber stadtnäher gelegenen Grundstücken. Erst zehn Jahre nach der Eröffnung der Bahn begann sich die Lücke zwischen Bahnhof und städtischer Bebauung zu schließen, dann aber sehr schnell. Das führte unter anderem dazu, dass stadtplanerisch versäumt wurde, für einen angemessenen Bahnhofsvorplatz zu sorgen. 1907 erhielt die Bezeichnung des Bahnhofs den Zusatz „Hauptbahnhof“.

### Bahnhofsumbau
Ursprünglich wurden die Gleise niveaugleich mit dem Straßenverkehr verlegt. 1910 waren die Schranken im Stadtgebiet täglich zusammengerechnet vier Stunden geschlossen, um 200 Zugfahrten zu ermöglichen. So wurde 1911 beschlossen, die Gleise – auch das Gleisfeld des Bahnhofs – in 4,5 m Höhe auf einem Bahndamm durch die Stadt zu führen, um den gewachsenen Straßenverkehr kreuzungsfrei überbrücken zu können. Das geschah – unterbrochen vom Ersten Weltkrieg – zwischen 1912 und 1925. Dazu mussten 300.000 Kubikmeter Boden aufgeschüttet und sieben Kilometer Gleise neu verlegt werden. Zugleich wurde ein modernes, elektrisches Stellwerk in Betrieb genommen. Am 13. August 1925 nutzte der erste planmäßige Zug die neuen Anlagen. Die Rodgaubahn war bei der Eröffnung im Jahr 1873 noch nicht Bestandteil des Bahnhofs. Das geschah mit dem Umbau und der ehemalige eigenständige Bahnhof der Rodgaubahn wurde geschlossen.

## Verkehrsbedeutung
1970 hielten in Offenbach (Main) Hauptbahnhof täglich 40 Eilzüge und 25 Schnellzüge – einer davon führte alle zwei Tage einen Kurswagen nach Moskau.
In den späten 1990er Jahren wurden die Züge der Dreieichbahn bis nach Dieburg über die Rodgaubahn verlängert. Die Züge ab Offenbach fuhren nur noch bis Rödermark-Ober-Roden.
Der Offenbacher Hauptbahnhof wurde in seiner Bedeutung stark reduziert, als im Mai 1995 der City-Tunnel Offenbach seinen Betrieb aufnahm – eine Trasse, die den Hauptbahnhof umgeht. Der Hauptbahnhof blieb aber Knotenpunkt der damals noch verkehrenden Bahnbusse. Er verlor aber einen großen Teil der Fahrgäste, da die Station Marktplatz im Stadtzentrum liegt und die S-Bahn-Linien einen dichteren Takt boten. Bei Störungen oder Bauarbeiten auf der S-Bahn-Stammstrecke wird der Bahnhof als Ausweichhalt genutzt.
Von Mai 1996 bis 2000 war der Bahnhof vorübergehend an das ICE-Netz der Deutschen Bahn angeschlossen.
Nachdem die Rodgaubahn und die Bahnstrecke Offenbach-Bieber–Dietzenbach für einen S-Bahn-Betrieb umgebaut worden waren, verminderte das das Verkehrsaufkommen des Hauptbahnhofs weiter. Am 10. Oktober 2003 fuhr hier der letzte Regionalzug nach Rödermark-Ober-Roden ab. In den Tagen darauf wurde auf den beiden umgebauten Strecken ein S-Bahn-Vorlaufbetrieb gestartet. Zum 14. Dezember 2003 wurden auch die meisten noch verkehrenden Regionalbuslinien am Hauptbahnhof eingestellt und durch die von Offenbach Ost und Frankfurt Süd verlängerten S-Bahn-Linien S1 und S2 ersetzt.
Da die Kapazität des Frankfurter S-Bahn-Tunnels damals ausgereizt war, wurde Offenbach (Main) Hauptbahnhof ab Dezember 2003 als Provisorium von den S2-Verstärkern der S-Bahn Rhein-Main von und nach Dietzenbach angefahren. Am 14. Juni 2010 entfiel das wieder, da die Züge der S2 über die S-Bahn-Strecke Frankfurt Schlachthof–Hanau und durch den technisch aufgerüsteten Frankfurter S-Bahn-Tunnel durchgebunden wurden.
Seit dem Fahrplanwechsel 2005/2006 wird der Offenbacher Hauptbahnhof von Zügen in Richtung Aschaffenburg, Würzburg und Groß-Umstadt-Wiebelsbach angefahren.
Zum Fahrplanwechsel im Dezember 2016 wurden auch die letzten beiden IC-Verbindungen zu schnellen RE-Verbindungen der Linie RE50 herabgestuft. Seitdem wird Offenbach von Fernverkehrszügen der Deutschen Bahn nicht mehr angefahren. In Ausnahmefällen wird der Hauptbahnhof als Haltemöglichkeit genutzt, zum Beispiel bei Streckensperrungen, Kapazitätsproblemen oder bei hohen Verspätungen des Fernverkehrs.
Laut einer Zählung von 2014 wird der Offenbacher Hauptbahnhof im Durchschnitt von 3500 Fahrgästen täglich genutzt; weitere 1500 Personen passieren ihn ausschließlich, um hier zu Fuß die Gleise zu unterqueren.
Seit Sommer 2022 (mit baustellenbedingter Pause im Jahr 2023) wird der Bahnhof von Fernverkehrszügen des Anbieters Flixtrain angefahren. Pro Woche bestehen einzelne Verbindungen nach Berlin und Mainz.

## Empfangsgebäude
Der Bahnhof erhielt ursprünglich ein Empfangsgebäude im Stil der Neorenaissance. Bauherr war die Königliche Eisenbahndirektion Frankfurt (Main).
Anlässlich der Hochlegung der Gleisanlagen musste auch das Empfangsgebäude angepasst werden. Ursprünglich war ein Neubau etwa an gleicher Stelle geplant. Das aber war wegen der schlechten wirtschaftlichen Lage nach dem Ersten Weltkrieg nicht mehr möglich. Das Empfangsgebäude wurde von 1923 bis 1927 abschnittweise nach dem Entwurf der Bahnarchitekten Ernst de la Sauce und Franz Schenck nach einem Vorentwurf von Hugo Eberhardt aber radikal umgebaut. Dabei blieb der Bau mit Mittelrisalit und Eckpavillons erhalten, wurde aber im Stil des Expressionismus und des Art déco umgestaltet. Im westlichen Pavillon befanden sich die Bahnhofsgaststätte und der Wartesaal 1. und 2. Klasse, die von Richard Throll ausgemalt wurden, und davor ein Gartenbereich. Im Östlichen Pavillon waren Gepäckabfertigung und die Einrichtungen des Expressgutverkehrs untergebracht. Bei dem Umbau entstanden unter den Gleisen auch je ein Tunnel als Zugang für die Reisenden, einer für die Gepäckabfertigung und einer für die Bahnpost. Eingeweiht wurde das umgestaltete Empfangsgebäude am 14. Dezember 1927.
Das Gebäude wurde 1973 renoviert und erhielt damals einen hellgelben Anstrich. In den 1980er Jahren wurde erneut saniert und 1997 die Schalterhalle renoviert. Bis heute gibt es allerdings keinen barrierefreien Zugang zu den Bahnsteigen.
Aufgrund der sinkenden verkehrlichen Bedeutung des Bahnhofs wurde im Januar 2010 der Schalter der Deutschen Bahn geschlossen, so dass der Offenbacher Hauptbahnhof seither nicht mehr mit Personal besetzt ist. In Offenbach wurde teils heftige Kritik – auch von Seiten des Magistrats – an der Deutschen Bahn laut. Kritisiert wurde in diesem Zusammenhang auch, dass die Verantwortlichen bei der Deutschen Bahn für die Stadt Offenbach de facto nicht erreichbar seien. Im Januar 2014 zog der letzte Ladenmieter aus. Die Toiletten wurden zugemauert. Ein Teil des Empfangsgebäudes wurde der Hochschule für Gestaltung zur Nutzung als Atelier für Studenten kostenlos zur Verfügung gestellt.
Das Empfangsgebäude ist heute ein Kulturdenkmal nach dem Hessischen Denkmalschutzgesetz. Auf dem Bahnsteig, zwischen Gleis 1 und 2, befindet sich der Vogelbrunnen, der von Bruno Schäfer gestaltet wurde. Von ihm stammen auch der hessische Löwe, der preußische Adler und der Eichbaum, der für die historische Landschaft Dreieich steht, in den Fensterverdachungen des Mittelrisaliten. Der Bahnhof ist auch Teil der Route der Industriekultur Rhein-Main.

### Zukunft
Im Jahr 2017 entstand die Initiative Hauptbahnhof OF, deren Ziel es ist, „ein Nutzungskonzept für den HBF OF als eine gemeinwohlorientierte Immobilie zu entwickeln und die Bedürfnisse für öffentlichen Raum in Offenbach herauszuarbeiten.“ Dieses Ziel wird von der Stadt Offenbach grundsätzlich unterstützt und sie befindet sich mit der Deutschen Bahn in Verhandlung über eine Verpachtung des Gebäudes. Aktuell gibt es noch keine öffentlich bekannten Ergebnisse. 2021 wurde eine Machbarkeitsstudie veröffentlicht, die aufzeigt, wie eine künftige Nutzung aussehen könnte. Die Stadt Offenbach scheint aktuell in Verhandlungen mit der Deutschen Bahn über die Einrichtung einer öffentlichen Toilettenanlage am Offenbacher Hauptbahnhof zu sein.

## Stellwerk
Am 16. September 1956 wurde im Bahnhof das erste Gleisbildstellwerk im Bereich der Deutschen Bundesbahn in Betrieb genommen. Es ersetzte drei mechanische und elektromechanische Stellwerke und trug die Bezeichnung Of (Offenbach, Fahrdienstleiter). Dieses Stellwerk war ein Spurplan-Drucktastenstellwerk der Bauart SpDrL20, mit zwei angeschlossenen mechanischen Wärterstellwerken Oo und Og und dem mechanischen Rangierstellwerk Ro (Baujahre 1925 bis 1939). Es war bis zum 22. September 2012 in Betrieb, als es durch das heutige ESTW-A Offenbach Hbf von Thales ersetzt wurde. Dieses wird von der ESTW-UZ Hanau Hbf, die in die Betriebszentrale Frankfurt eingebunden ist, gesteuert und grenzt an das ESTW-A Mühlheim Ost, die ESTW-Z Offenbach Ost, und das Sp-Dr-S60-Stellwerk Frankfurt Süd. Das 28 Mio. € teure Stellwerk ging am 23. September 2012 um 13:37 in Betrieb. Es steuert 135 Signale, 38 Weichen und 88 Gleisfreimeldeabschnitte, sowie 7 weitere Stelleinheiten, nach Offenbach Ost. Im Bahnhofsteil Offenbach Gbf gibt es einen Ortsstellbereich mit 24 elektrisch ortsgestellten Weichen von BBR und 8 Handweichen.

## Gleisanlage
Von den insgesamt sechs Gleisen des Bahnhofs werden in der Regel nur noch vier Gleise genutzt (Stand: April 2024):
- Gleis 1: Züge in Richtung Frankfurt (bei Zugüberholungen sowie wenige planmäßige Abfahrten)
- Gleis 2: Züge in Richtung Frankfurt
- Gleis 3: Züge in Richtung Wächtersbach, Fulda, Würzburg, Bamberg, Groß-Umstadt-Wiebelsbach und Erbach
- Gleis 4: Züge in Richtung Wächtersbach, Fulda, Würzburg, Bamberg, Groß-Umstadt-Wiebelsbach und Erbach (bei Zugüberholungen sowie einzelne Abfahren von S-Bahnen bei Bauarbeiten im Citytunnel Frankfurt)
- Gleis 5: keine planmäßigen Zugfahrten (wird zeitweise bei baustellenbedingten Umleitungen genutzt)
- Gleis 6: keine planmäßigen Zugfahrten. Dieses Gleis ist nur noch aus Richtung Osten anfahrbar und auf halber Bahnsteiglänge durch einen Prellbock gesperrt

Von den Gleisen 5 und 6 fuhren früher typischerweise die Züge der Rodgaubahn und in Richtung Dietzenbach ab.
Die umfangreichen Abstellgleise östlich des Bahnhofs entlang der Feldstraße werden seit Jahrzehnten nicht mehr genutzt und sind inzwischen nicht mehr an das Gleisnetz angeschlossen, ebenso das ehemals der Bahnpost dienende Gleis im westlichen Bahnhofsbereich.

## Anbindung

### Fernverkehr
| Linie  | Strecke | Taktfrequenz        |
| ------ | --- | ------------------- |
| FLX 11 | Mainz – Frankfurt-Flughafen – Frankfurt-Süd – Offenbach (Main) – Hanau – Fulda – Kassel-Wilhelmshöhe – Göttingen – Hannover Messe/Latzen – Wolfsburg – Berlin-Spandau – Berlin | drei Zugpaare/Woche |

### Regionalverkehr
| Linie | Verlauf | Takt                                                                                     | Betreiber       |
| ----- | --- | ---------------------------------------------------------------------------------------- | --------------- |
| RE 50 | Kinzigtalbahn: Frankfurt (Main) Hbf – Frankfurt (Main) Süd – Offenbach (Main) Hbf – Hanau Hbf – Langenselbold – Gelnhausen – Wächtersbach – Bad Soden-Salmünster – Steinau (Straße) – Schlüchtern – Flieden – Neuhof (Kr Fulda) – Fulda (– Hünfeld – Bad Hersfeld – Bebra) (einzelne Züge) Stand: Fahrplanwechsel Dezember 2021                                                                      | 60 min (Verstärker zur HVZ)                                                              | DB Regio Mitte  |
| RB 51 | Kinzigtalbahn: Frankfurt (Main) Hbf – Frankfurt (Main) Süd – Offenbach (Main) Hbf – Hanau Hbf – Wolfgang (Kr Hanau) – Rodenbach (b Hanau) – Langenselbold – Niedermittlau – Hailer-Meerholz – Gelnhausen – Haitz-Höchst – Wirtheim – Wächtersbach (– Bad Soden-Salmünster) (nur zur HVZ) Stand: Fahrplanwechsel Dezember 2021                                                                        | 60 min 20/40 min (wochentags zur HVZ)                                                    | DB Regio Mitte  |
| RE 55 | Main-Spessart-Express: Frankfurt (Main) Hbf – Frankfurt (Main) Süd – Offenbach (Main) Hbf – Hanau Hbf – Kahl (Main) – Dettingen (Main) – Kleinostheim – Aschaffenburg Hbf – Heigenbrücken – Wiesthal – Partenstein – Lohr Bf – Langenprozelten – Gemünden (Main) – Karlstadt (Main) – Retzbach-Zellingen – Würzburg Hbf (– Schweinfurt Hbf – Haßfurt – Bamberg) Stand: Fahrplanwechsel Dezember 2021 | 120 min (Frankfurt–Würzburg; zus. Züge zur HVZ) einzelne Züge zur HVZ (Würzburg–Bamberg) | DB Regio Bayern |
| RE 85 | Odenwaldbahn: Frankfurt (Main) Hbf – Frankfurt (Main) Süd – Offenbach (Main) Hbf / (Frankfurt (Main) Ost – Maintal Ost → Hanau West →) – Hanau Hbf – Hainburg-Hainstadt – Seligenstadt (Hess) – Babenhausen (Hess) – Groß-Umstadt Mitte – Groß-Umstadt Wiebelsbach – Höchst (Odenw) – Bad König – Michelstadt – Erbach (Odenw) Stand: Fahrplanwechsel Juni 2022                                      | 60 min (Frankfurt–Babenhausen) 120 min (Babenhausen–Erbach)                              | VIAS            |

### Busverkehr
Der Bahnhof wird von folgenden Buslinien angefahren (Stand: Januar 2025):
- Hauptbahnhof – Kaiserstraße – Rathaus –  Marktplatz – Mathildenplatz –  Offenbach-Ost – Stadion –  Bieber – Markwaldstraße –  Waldhof – Waldhof Industriegebiet
- Kaiserlei Westseite – Nordring – Hafen – Theater/Messehallen – Rathaus –  Marktplatz – Hauptbahnhof – Klinikum Offenbach – Lauterborn – Eberhard-von-Rochow-Straße
- Seniorenzentrum – Buchhügelallee – Theodor-Heuss-Schule – Wetterpark – Obere Grenzstraße –  Offenbach-Ost – Hebestraße – Finanzamt –  Marktplatz – Hauptbahnhof – Klinikum Offenbach (Westseite) – Caritas/Buchrainweiher
- OF-Hbf – (S) Marktplatz – Theater/Messe – Frankfurt-Fechenheim – Frankfurt-Riederwald – Frankfurt-Seckbach Leonhardsgasse (verkehrt nur montags bis freitags morgens und am Nachmittag)
- (S) Marktplatz – OF-Hbf – Klinikum Offenbach – Odenwaldring – Bert-Brecht-Straße – Neu-Isenburg – Dreieich-Sprendlingen – Langen

### Zukunft
Im Nahverkehrsplan 2020–2030 für den regionalen Schienenverkehr des Rhein-Main-Verkehrsverbundes (RMV) wird der Hauptbahnhof als „Modernisierungsfall mit hoher Priorität“ erwähnt. Angedacht ist, die Bahnsteige der Gleise 1 bis 4 von 405 Meter auf 285 Meter Nutzlänge zu kürzen und den Bahnsteig der Gleise 5 und 6 von etwa 170 Meter auf 210 Meter Nutzlänge zu verlängern. Außerdem sollen alle Bahnsteige auf die im Regionalverkehr übliche Höhe von 76 Zentimeter über Schienenoberkante erhöht werden. Für jeden der drei Bahnsteige ist außerdem der Einbau eines Aufzuges vorgesehen. Es zeichnet sich ab (Stand Mai 2025), dass es im Jahr 2028 ein Zeitfenster für den barrierefreien Umbau geben könnte.
Zum Fahrplanwechsel 2026/2027  sollen die aktuell ungünstigen, in kurzen Abständen aufeinanderfolgenden Abfahrtszeiten der Regionalbahnzüge nach der Neuausschreibung der Kinzigtalbahnlinien der Vergangenheit angehören. Der RE50 sowie die RB51 sollen zirka 30 Minuten zeitversetzt verkehren. Die zunächst geplanten Verstärkerzüge zu den Hauptverkehrszeiten für einen etwa 15-minütigen-Takt können erst eingesetzt werden, wenn der Ausbau der Bahnstrecke Frankfurt-Göttingen zwischen Hanau und Gelnhausen genügend Kapazitäten ermöglicht. Ergänzt werden diese durch die weiterhin verkehrenden Züge der Linie RE55.

## Bahnhof als Filmkulisse
Für den Bundesbahn-Film Analyse eines Unfalls diente der Offenbacher Hauptbahnhof als Filmkulisse.